# Andrena boyerella
Andrena boyerella là một loài Hymenoptera trong họ Andrenidae. Loài này được Dours mô tả khoa học năm 1872.